# Sharon Tate - Tra incubo e realtà
Sharon Tate - Tra incubo e realtà (The Haunting of Sharon Tate) è un film del 2019 diretto da Daniel Farrands.
Il film si basa sull'eccidio di Cielo Drive dell'agosto 1969, fatto di cronaca nera realmente avvenuto, mescolato con elementi di finzione. Nella storia, l'attrice Sharon Tate (interpretata da Hilary Duff), soffre di premonizioni circa il suo imminente assassinio per mano dei seguaci di Charles Manson.

## Trama
Los Angeles, agosto 1968: l'attrice Sharon Tate racconta a un giornalista di un incubo che ha fatto dove a lei e al suo amico Jay Sebring, veniva tagliata la gola nella sua casa di 10050 Cielo Drive a Benedict Canyon, sulle colline di Bel Air. Un anno dopo, Sharon è incinta e trascorre le sue giornate con Jay, l'amica Abigail Folger, e il compagno di Abigail, Wojciech Frykowsky. Il marito di Sharon, Roman Polański, è via in Europa a girare un film. Sharon si arrabbia quando scopre che un nuovo custode, un giovane di nome Steven Parent, vive accampato in un camper sulla proprietà senza aver prima chiesto il permesso. Quella sera, mentre il gruppo sta socializzando, due sconosciuti si presentano alla porta e Wojciech risponde loro che hanno sbagliato indirizzo, in quanto quella è la residenza di Sharon e Roman.
La mattina seguente, Sharon e Abigail vanno a fare una passeggiata, incontrano due strane donne, e al ritorno scoprono che il cucciolo di cane di Sharon è stato ucciso. A casa, Sharon trova un disco di musica folk di tale Charles Manson, lasciato dall'inquilino precedente, un produttore musicale. La musica la inquieta, e le sembra che la voce del musicista sia la stessa dell'uomo che l'aggrediva nel sogno. La notte, Abigail vede dalla finestra della sua camera una donna che la fissa. Sharon ha un nuovo incubo nel quale Jay, Abigail e Wojciech vengono brutalmente massacrati dai seguaci di Manson Tex Watson, Patricia Krenwinkel, Linda Kasabian, e Susan Atkins.
Sharon si convince che Manson sta progettando di ucciderla, ma Abigail e Wojciech le dicono che la sua è soltanto paranoia dovuta alla gravidanza. Sharon porta il disco di Manson a Steven, che essendo un esperto di tecnologia, determina che l'album contiene dei messaggi subliminali se viene suonato al contrario, rivelando le parole "Helter Skelter". Sharon sogna di nuovo, questa volta di scoprire il cadavere di Steven nella sua auto, e si convince definitivamente che i suoi sogni sono delle premonizioni. Quando Sharon crede che il suo bambino stia per nascere, Steven la conduce alla sua auto così da portarla velocemente in ospedale. Arrivano però i seguaci di Manson e circondano l'auto. Steven fa schiantare la macchina contro una staccionata, e lui e Sharon fuggono di nuovo a casa a piedi, mentre Tex spara ripetutamente nella loro direzione.
In casa, Sharon, Abigail, Steven e Wojciech cercano di barricarsi dentro e scoprono che i cavi della luce sono stati tranciati. Jay arriva sul posto, avendo sentito dei rumori dalla dépendance degli ospiti dove stava dormendo. Si trova davanti Tex, che gli annuncia di essere il diavolo, venuto a fare "il lavoro del diavolo". Tex e Susan lo portano in soggiorno, dove Steven e Wojciech sono legati e imbavagliati. Sharon riesce a contrastare il piano degli assassini pugnalando Tex con un temperino e liberando Jay, provocando una colluttazione nella quale Abigail manda a sbattere la testa di Patricia sull'angolo di un tavolo, uccidendola sul colpo.
Sharon, Jay, Abigail, e Steven si rifugiano nel camper di Steven, mentre Susan cerca Wojciech che è ancora nascosto in casa. Cerca di ucciderlo, ma l'uomo la colpisce violentemente prima di affogarla nella vasca da bagno. Tex, ferito ma ancora vivo, rintraccia il gruppo quando Steven tenta di chiedere aiuto con una radio. Tex riesce a penetrare nel camper, ma Steven lo colpisce con una pala prima che Sharon gli spari uccidendolo.
All'alba, il gruppo ritorna verso la casa, e osserva la scena del crimine. Restano scioccati nel vedere i loro stessi cadaveri; la sconfitta dei seguaci di Manson era solamente una possibile realtà alternativa. Sharon, Jay, Abigail, Wojciech, e Steven - ora nell'aldilà - si allontanano dalla casa, Sharon tiene in braccio il bambino che non ha potuto far nascere.

## Produzione
Nel febbraio del 2018, fu annunciato che Hilary Duff, Jonathan Bennett e Lydia Hearst si erano aggiunti al cast del film, mentre Daniel Farrands, già autore della sceneggiatura, si sarebbe occupato della regia. Oltre che recitare nel ruolo della protagonista, la Duff fu anche produttore esecutivo della pellicola.

## Distribuzione
Nel novembre 2018, la Saban Films acquisì i diritti di distribuzione del film. Negli Stati Uniti il film uscì nelle sale il 5 aprile 2019. In Italia è stato distribuito direttamente in formato DVD per il mercato dell'Home video.
Nel febbraio 2019, il film si è aggiudicato tre premi all'Hollywood Reel Independent Film Festival. Daniel Farrands vinse come Miglior regista, Hilary Duff come Miglior attrice e il film come Miglior film horror.

## Accoglienza
Le recensioni al film da parte della critica sono state molto negative. Sull'aggregatore di recensioni Rotten Tomatoes, la pellicola ha un indice di gradimento del 21% basato su 29 recensioni da parte di critici cinematografici professionisti, con un punteggio globale di 3.18 su 10. Su Metacritic, ha un voto di 8 su 100 basato su 10 recensioni, indicante "generale disapprovazione".
Tuttavia, il film è stato recensito favorevolmente da Starbust Magazine, Cinedump, Horror News, Abort Mag, Creative Screenwriting, World Film Geek, Film Threat, Cultured Vultures, His Name is Death, e We Live Entertainment; dove vengono lodati la performance della Duff e il finale a sorpresa del film.
Sul sito www.ilcineocchio.it Sabrina Crivelli conclude la sua recensione al film con una domanda retorica: «Perché prendere uno dei capitoli neri per eccellenza della cronaca americana degli anni ’60, di per sé profondamente sconvolgente, e banalizzarlo con uno strampalato "what if ...?" che alcuni – come la sorella oggi sessantaseienne di Sharon Tate, Debra, in primis – hanno trovato addirittura "privo di gusto"?».

## Riconoscimenti
| Anno | Premio                                          | Categoria                                                    | Nomination                                   | Risultato       | Note  |
| ---- | ----------------------------------------------- | ------------------------------------------------------------ | -------------------------------------------- | --------------- | ----- |
| 2019 | Hollywood Reel Independent Film Festival Awards | Best Director                                                | Daniel Farrands                              | Vincitore/trice | [ 5 ] |
| 2019 | Hollywood Reel Independent Film Festival Awards | Best Actress                                                 | Hilary Duff                                  | Vincitore/trice | [ 5 ] |
| 2019 | Hollywood Reel Independent Film Festival Awards | Best Horror Movie                                            | The Haunting of Sharon Tate                  | Vincitore/trice | [ 5 ] |
| 2019 | Razzie Awards 2019                              | Peggior film                                                 | Lucas Jarach, Daniel Farrands & Eric Brenner | Candidato/a     |       |
| 2019 | Razzie Awards 2019                              | Peggior attrice                                              | Hilary Duff                                  | Vincitore/trice |       |
| 2019 | Razzie Awards 2019                              | Peggior sceneggiatura                                        | Daniel Farrands                              | Candidato/a     |       |
| 2019 | Razzie Awards 2019                              | Peggiore disprezzo per la vita umana e la proprietà pubblica |                                              | Candidato/a     |       |